# Daria Gaiazova
Daria Gaiazova, née le 24 décembre 1983 à Moscou, est une fondeuse canadienne.

## Biographie
D'origine russe, elle a émigré avec sa famille vers le Canada, précisément à Montréal à l'âge de 15 ans et a intégré l'équipe nationale en 2002. Son premier résultat international remarquable est une troisième place à la Marcialonga en 2005.
En octobre 2005, elle prend son premier départ en Coupe du monde à Düsseldorf (55e). Aux Championnats du monde des moins de 23 ans en 2006 à Kranj, elle enregsitre deux cinquièmes place en sprint et poursuite.
Elle obtient sa première sélection en championnat du monde en 2007 à Sapporo.
Elle est trois fois sur le podium du classement de la Coupe nord-américaine, 3e en 2008, 2e en 2009, puis gagnante en 2010. Entre-temps, elle figure à son premier classement général en Coupe du monde en marquant des points à Vancouver en janvier 2009 (29e et 20e). Vancouver est aussi le lieu des Jeux olympiques d'hiver de 2010, qu'elle participe, 
Dans la Coupe du monde, elle continue de progresser, atteignant deux fois le stade des demi-finales en 2010 pour deux douzièmes places en sprint à Otepää et Canmore. En fin d'année 2010, elle monte même sur le podium du sprint par équipes à Düsseldorf, en compagnie de Chandra Crawford (3e). Début 2011, elle passe la barre du top dix en Coupe du monde pour finir huitième à Otepää.
La Canadienne réalise la meilleure performance individuelle de sa carrière lors du sprint libre à Liberec en janvier 2013 avec une quatrième place en finale. Quelques semaines plus tard, elle est de nouveau troisième d'un sprint par équipes à Sotchi, avec Perianne Jones.
En 2014, pour son ultime saison au haut niveau, elle honore sa deuxième sélection aux Jeux olympiques à Sotchi, terminant 24e du sprint libre, 41e du dix kilomètres classique, 10e du sprint par équipes et 12e du relais.

## Palmarès

### Jeux olympiques
| Épreuve / Édition | Sprint                           | Sprint                           | 10 km                            | 10 km                            | Poursuite / Skiathlon 2 × 7,5 km | 30 km | Relais | Relais   |
| Épreuve / Édition | Libre                            | Classique                        | Libre                            | Classique                        | Poursuite / Skiathlon 2 × 7,5 km | 30 km | Sprint | 4 × 5 km |
| JO 2010 Vancouver | Épreuve inexistante à cette date | 22e                              | —                                | Épreuve inexistante à cette date | 46e                              | —     | —      | 15e      |
| JO 2014 Sotchi    | 24e                              | Épreuve inexistante à cette date | Épreuve inexistante à cette date | 41e                              | —                                | —     | 10e    | 12e      |

Légende :
- — : Daria Gaiazova n'a pas participé à cette épreuve
- : Épreuve inexistante à cette date

### Championnats du monde
| Épreuve / Édition           | Sprint                           | Sprint                           | 10 km                            | 10 km                            | Poursuite / Skiathlon 2 × 7,5 km | 30 km   | Relais | Relais   |
| Épreuve / Édition           | libre                            | classique                        | libre                            | classique                        | Poursuite / Skiathlon 2 × 7,5 km | 30 km   | Sprint | 4 × 5 km |
| Mondiaux 2007 Sapporo       | Épreuve inexistante à cette date | 52e                              | 47e                              | Épreuve inexistante à cette date | 46e                              | 40e     | —      | 16e      |
| Mondiaux 2009 Liberec       | 28e                              | Épreuve inexistante à cette date | Épreuve inexistante à cette date | -                                | 46e                              | Abandon | -      | -        |
| Mondiaux 2011 Oslo          | 20e                              | Épreuve inexistante à cette date | Épreuve inexistante à cette date | 37e                              | -                                | -       | 6e     | 14e      |
| Mondiaux 2013 val di Fiemme | Épreuve inexistante à cette date | 42e                              | 40e                              | Épreuve inexistante à cette date | -                                | -       | 13e    | —        |

### Coupe du monde
- Meilleur classement général : 42e en 2013.
  - Meilleur classement en sprint : 17e en 2013.
- 2 podiums : 
  - 2 podiums en sprint par équipes : 2 troisièmes positions.
- Meilleur résultat individuel : 4e.

#### Classements en Coupe du monde
| Année     | Classement général final | Classement distance | Classement sprint |
| 2008-2009 | 78e                      | 64e                 | 68e               |
| 2009-2010 | 71e                      | 82e                 | 43e               |
| 2010-2011 | 53e                      | -                   | 31e               |
| 2011-2012 | 46e                      | 67e                 | 26e               |
| 2012-2013 | 42e                      | 87e                 | 17e               |
| 2013-2014 | 68e                      |                     | 40e               |

### Coupe nord-américaine
- Première du classement général en 2010.
- Deuxième en 2009 et troisième en 2008.